# Ball (компания)
Ball Corporation — американская компания, производитель упаковки, изделий из пластмассы и металла, крупный подрядчик НАСА, ВВС США и ВМС США. Штаб-квартира компании расположена в городе Брумфилд, Колорадо.
Основана в 1880 году братьями Фрэнком Боллом и Эдмондом Боллом. В 1972 году компания стала публичной, выйдя на биржу.

## Деятельность
Ball Corporation производит изделия из алюминия, стали, полиэтилентерефталатную упаковку, детали для оборонной и аэрокосмической промышленности (100% дочерняя компания Ball Aerospace & Technologies Corp.). Основные заказчики — компании Sabmiller, PepsiCo, The Coca-Cola Company, правительственные организации США.
Численность персонала — около 15,5 тыс. сотрудников.
Выручка в 2006 году — $6,62 млрд, чистая прибыль — 329,6 млн долл.

### В России
В конце 2007 года стало известно, что Ball планирует построить в России, в Ростовской области, завод по производству алюминиевых банок; предполагается, что его мощность составит 0,5 млрд банок в год; инвестиции в строительство — 105—120 млн долл.
После покупки компании Rexam в 2016 году под контроль компании попало все российское производство в Наро-Фоминске, Всеволожске и в поселке Ишалино Аргаяшского района (Челябинская область, 100 рабочих мест). В ноябре 2021 году Ball было начато строительство завода в индустриальном парке «Заволжье»" (Ульяновск).
На начало 2020-х Ball Corporation занимала около 70 % выпуска алюминиевых банок для напитков на внутрироссийском рынке, для производства банок использовался алюминий производства компании «Русал». На заводах компании а 2021 году работало более 900 человек; выручка составила 43,8 млрд рублей, EBITDA — 11,3 млрд рублей.
В марте 2022 года корпорация решила уйти с российского рынка и в сентябре продала весь свой российский бизнес (три завода в Московской, Ленинградской и Челябинской областях) группе «Арнест» за 530 млн долл (завод переименовали в «Арнест упаковочные решения»). «Арнест» принял решение о достройке анонсированного четвёртого завода производительностью до 2000 банок в минуту; это первый завод алюминиевой банки, проектировавшийся Ball в России «с нуля», три предыдущих были приобретены у британской Rexam.

## Собственники и руководство
97,6 % акций компании находится в свободном обращении, крупнейшие институциональные инвесторы — Lord Abbett & Co. (6,51 %), Janus Capital Management (4,85 %). Капитализация на Нью-Йоркской фондовой бирже на конец декабря 2007 года — 4,63 млрд долл.
Главный управляющий — Дэвид Гувер (R. David Hoover).